# Малявкін і компанія
«Малявкін і компанія» радянський дитячий комедійний двосерійний телефільм 1986 року, знятий режисером Юрієм Кузьменком на Одеській кіностудії.

## Сюжет
Про учня четвертого класу Малявкіна, який постійно потрапляє в безглузді історії з найкращих спонукань і завдає багато клопоту своїм вчителям.

## У ролях
- Сергій Савостьянов — Малявкін
- Максим Гапонов — Тюфяк
- Ася Власенко — Люда Голуб
- Гліб Кисельов — Воробйов
- Дмитро Завидов — Ковальов
- Володимир Никаноров — Малюк
- Володимир Герасимов — Тарас Семенович, директор школи
- Неллі Ільїна-Гуцол — завуч
- Тетяна Пельтцер — Ганна Петрівна, вчителька біології
- В. Кауппі — Ніна Янівна
- Світлана Акімова — вчителька фізкультури
- Володимир Наумцев — завгосп
- Франческа Перепльотчикова — Валя Голишкіна, «Офелія», старшокласниця
- Олександр Горобйов — «Гамлет», старшокласник
- Маргарита Пресіч — вчителька
- В. Городицький — епізод
- О. Шепілова — епізод
- О. Палієнко — епізод
- Р. Чижевський — епізод
- Ю. Бріль — епізод
- Костянтин Гордєєв — Матвій Іларіонович, директор гімназії
- М. Любінцова — епізод
- Т. Завірюха — епізод
- О. Максименко — епізод
- Я. Малигін — епізод
- А. Мельцер — епізод
- С. Звягіна — епізод
- Сергій Зінченко — міліціонер
- Ігор Єфімов — директор музею
- В. Костецька — вчителька
- Борис Молодан — читач бібліотеки

## Знімальна група
- Режисер-постановник — Юрій Кузьменко
- Сценарист — Юрій Яковлєв
- Оператор-постановник — Юрій Пустовий
- Композитор — Анатолій Дергачов
- Художник-постановник — Анатолій Наумов